# Mercugnano
La Mercugnano è una cascina del comune lombardo di Mediglia posta a nordest del centro abitato, verso Pantigliate.

## Storia
Mercugnano era una piccola località di antica origine, da sempre legata al territorio milanese. La comunità apparteneva alla Pieve di San Giuliano, e confinava con Vigliano a nord, Canobbio ad est, Bustighera e Mediglia a sud, e Robbiano ad ovest. Nel suo territorio ricadeva San Martino Olearo e la sua parrocchia. Al censimento del 1751 la località fece registrare 182 residenti.
In età napoleonica, nel 1805, la popolazione era salita a 238 unità, ma nel 1809 il Comune di Mercugnano venne soppresso ed aggregato a quello di Bustighera, a sua volta annesso a Mediglia nel 1811; tutti i centri recuperarono comunque l'autonomia nel 1816, in seguito all'istituzione del Regno Lombardo-Veneto.
Furono gli stessi austriaci tuttavia, nel 1841, a riprendere un processo di razionalizzazione amministrativa della zona agricola circostante, e così Mercugnano annesse d'un colpo i comuni di Canobbio, Gavazzo e Vigliano, unificando amministrativamente la parrocchia locale. Al censimento del 1853 il nuovo Comune di Mercugnano contò 881 abitanti, a quello del 1861 il numero era salito a 983. La soppressione definitiva della municipalità avvenne per ordine del regio decreto di Vittorio Emanuele II del 7 gennaio 1869, n°4819, che ripropose l'aggregazione a Mediglia secondo l'antico modello napoleonico.